# Grigorij Alexandrovič Margulis
Grigorij Alexandrovič Margulis (rusky Григорий Александрович Маргулис; * 24. února 1946 Moskva, Ruská SFSR, SSSR) je ruský matematik. Je znám především díky práci v oblasti Lieových grup a jako průkopník využití metod ergodické teorie v diofantickém sbližování. Zabýval se také teorií grafů. Je nositelem Fieldsovy medaile (1978), Wolfovy ceny za matematiku (2005) a Abelovy ceny (2020).